# Kennzeichnung von Leitungen und Kabeln
Eine Kennzeichnung von Leitungen und Kabeln mit aufgedruckten Buchstaben- und Zahlenkürzeln dient der leichten Erkennung der Bauart und des Verwendungszwecks der elektrischen Leitung oder des Kabels in der Elektroinstallation.
Es gibt unterschiedliche Arten der Kennzeichnung: Die Kennzeichnung nach nationalen Normen, in den verschiedenen Ländern wurden unterschiedliche Kennzeichnungsschemata verwendet, und eine europaweit harmonisierte Kennzeichnung. Die harmonisierte Kennzeichnung sollte eigentlich die nationalen Normen zügig ablösen, jedoch sind bei manchen Leitungstypen weiterhin nationale Kennzeichnungen üblich.

## Begriffsdefinition Kabel/Leitung
Die Begriffe Kabel und Leitung werden häufig synonym verwendet.
Je nach Einsatzgebiet und Fachrichtung wird jedoch zwischen Kabeln und Leitungen nach verschiedenen Kriterien unterschieden:
- Oft werden Kabel als isolierte elektrische Leiter definiert, welche in der Erde oder unter Wasser verlegt werden. Leitungen sind ebenfalls isolierte Leiter, welche demgegenüber jedoch oberirdisch verwendet werden.[1] Freileitungen stellen in diesem Schema eine Besonderheit dar, da hier der elektrische Leiter keine feste Isolierung aufweist und stattdessen die umgebende Luft als Isolator dient.
- Kabel können alternativ auch als Oberbegriff angesehen werden, wobei Leitungen als oberirdisch verlegte Kabel einen Sonderfall darstellen.

Im Einzelfall richtet sich die Verwendung der Begriffe Kabel und Leitung nach der anzuwendenden Produktnorm.

## Kennzeichnung von harmonisierten Kabeln und Leitungen nach DIN VDE 0292 und HD 361 S2/S3
Zur einheitlichen Kennzeichnung von elektrischen Starkstromkabeln und isolierten Starkstromleitungen wurde 1976 von CENELEC ein innerhalb Europa harmonisiertes Kurzzeichensystem entwickelt und im Harmonisierungsdokument HD 361 S2/S3 festgelegt.
An der Kennzeichnung lässt sich der Aufbau und mögliche Verwendung wie zum Beispiel die maximal zulässige Spannung ablesen.

### Beispiel
Beispiel für eine harmonisierte Kennzeichnung: H 07 RR  – F 3 G 1,5
- H = Harmonisierte Leitung
- 07 = zugelassen für 450 V Spannung zwischen Außenleiter (L1, L2, L3) und Schutzerde (PE) und 750 V Spannung zwischen den Außenleitern (L1, L2, L3)
- R = Isolierung der Adern aus Natur- und synthetischem Kautschuk
- R = Mantel der Leitung aus Natur- und synthetischem Kautschuk
- F = feindrähtig (Leitung flexibel)
- 3 = Anzahl der Adern
- G = mit grün-gelbem Schutzleiter
- 1,5 = Leiterquerschnitt in mm2

### Typenkurzzeichen

#### Kennzeichnung der Bestimmung
- A: Anerkannter nationaler Typ
- H: Harmonisierter Typ
- CH-N: Anderer nationaler Typ (hier: ein Schweizer Typ)

#### Bemessungsspannung
- 01: 100 V / 100 V
- 03: 300 V / 300 V
- 05: 300 V / 500 V
- 07: 450 V / 750 V
- 11: 600 V / 1000 V[3]

Die erste Spannung (U0) ist der maximal zulässige Effektivwert zwischen Außenleiter und Erde,

die zweite Spannung (U) ist der maximal zulässige Effektivwert zwischen zwei Außenleitern derselben Leitung.

Die Bemessungsspannung für Gleichspannung ist somit um Faktor Wurzel 2 (ca. 1,4) größer.
H 07 entspricht es somit etwa 635 VDC / 1060 VDC.

#### Isolierwerkstoff der Ader
- B: Ethylen-Propylen-Gummi für eine Dauer-Betriebstemperatur von 90 °C
- G: Ethylen-Vinylacetat
- J: Glasfaserbeflechtung
- M: Mineralisch
- N: Polychloropren-Gummi (oder gleichwertiger Werkstoff)
- N2: Spezial-Polychloropren-Gummi-Mischung für Mäntel von Schweißleitungen nach HD 22.6
- N4: Chlorsulfiniertes oder chloriertes Polyethylen
- N8: Spezial-Polychloropren-Gummi-Mischung, wasserbeständig
- Q: Polyurethan (PU), Q2: Polyethylenterephthalat (PET), Q3: Polystyrol (PS), Q4: Polyamid (PA), Q5: Polyimid (PI), Q6: Polyvinylidenfluorid (PVDF)[2]
- R: Ethylenpropylen-Gummi oder gleichwertiges synthetisches Elastomer für Temperaturen/Dauerbetriebstemperatur von +60 °C[2]
- S: Silikon-Gummi, +180 °C
- T: Textilgeflecht über die verseilten Adern
- T6: Textilgeflecht, über jede einzelne Ader einer mehradrigen Leitung
- V: PVC, +70 °C
- V2: PVC, wärmebeständig, +90 °C
- V3: PVC, kältebeständig, −25 °C
- V4: PVC, vernetzt
- V5: PVC, ölbeständig
- Z: vernetzte Polyolefin-Mischung für Leitungen, die im Brandfall wenig korrosive Gase und wenig Rauch entwickeln
- Z1: Thermoplastische Polyolefin-Mischung für Leitungen, die im Brandfall wenig korrosive Gase und wenig Rauch entwickeln

#### Aufbauelemente (optional)
- C: Schirm konzentrisch aus Kupfer
- C4: Kupferschirm als Geflecht über den Adern
- Q4: Zusätzliche Polyamid-Aderumhüllung
- T: Zusätzliches Textilgeflecht über verseilten Adern
- T6: Zusätzliches Textilgeflecht über Einzelader
- H: flache, aufteilbare Leitung
- H2: flache, nicht aufteilbare Leitung
- H6: flache Leitung nach EN 50214 (flache PVC-ummantelte Steuerleitungen) mit 3 oder mehr Adern
- H7: Leitung mit extrudierter zweischichtiger Isolierhülle
- H8: Wendelleitung
- (F): Längswassergeschützt

#### Mantelwerkstoff
wie bei Isolierwerkstoff, zusätzlich:
- J: Glasfasergeflecht
- N4: Chloropren-Kautschuk, wärmebeständig
- Q: Polyurethan
- T: Textilgewebe
- T2: Textilgeflecht, flammwidrig

#### Aufbauart (optional)
- D3: Zugentlastungselemente
- D5: Kerneinlauf (kein Tragelement)
- FM: Fernmeldeadern in Starkstromleitungen
- H: flache, aufteilbare Leitung (Zwillingsleitung)
- H2: flache, nicht aufteilbare Leitung (zweiadrige Mantelleitung)
- H6: flache, nicht aufteilbare Leitung (mehr- oder vieladrige Mantelleitung)
- H7: Isolierhülle zweischichtig
- H8: Wendelleitung

#### Leiterwerkstoff
- ohne Kennzeichen: Kupfer
- A: Aluminium

#### Leiterart
Folgt in der Bezeichnung nach dem Bindestrich
- D: feindrähtig, für Schweißleitungen
- E: feinstdrähtig, für Schweißleitungen
- F: feindrähtig, Leitungen flexibel
- H: feinstdrähtig
- K: feindrähtig, bei Leitungen für feste Verlegung
- R: mehrdrähtig, rund
- U: eindrähtig, rund
- Y: Lahnlitze (Leiter aus Metallgespinst um Trägerfaden für hohe mechanische Beanspruchung)

#### Aderzahl
- Zahl = Anzahl der insgesamt vorhandenen Adern

#### Schutzleiter
- G: mit grün-gelbem Schutzleiter
- X: ohne grün-gelben Schutzleiter

#### Aderquerschnitt
- Zahl = Querschnittsfläche der Ader in mm²

### Häufig verwendete Leitungstypen

#### Gummischlauchleitungen

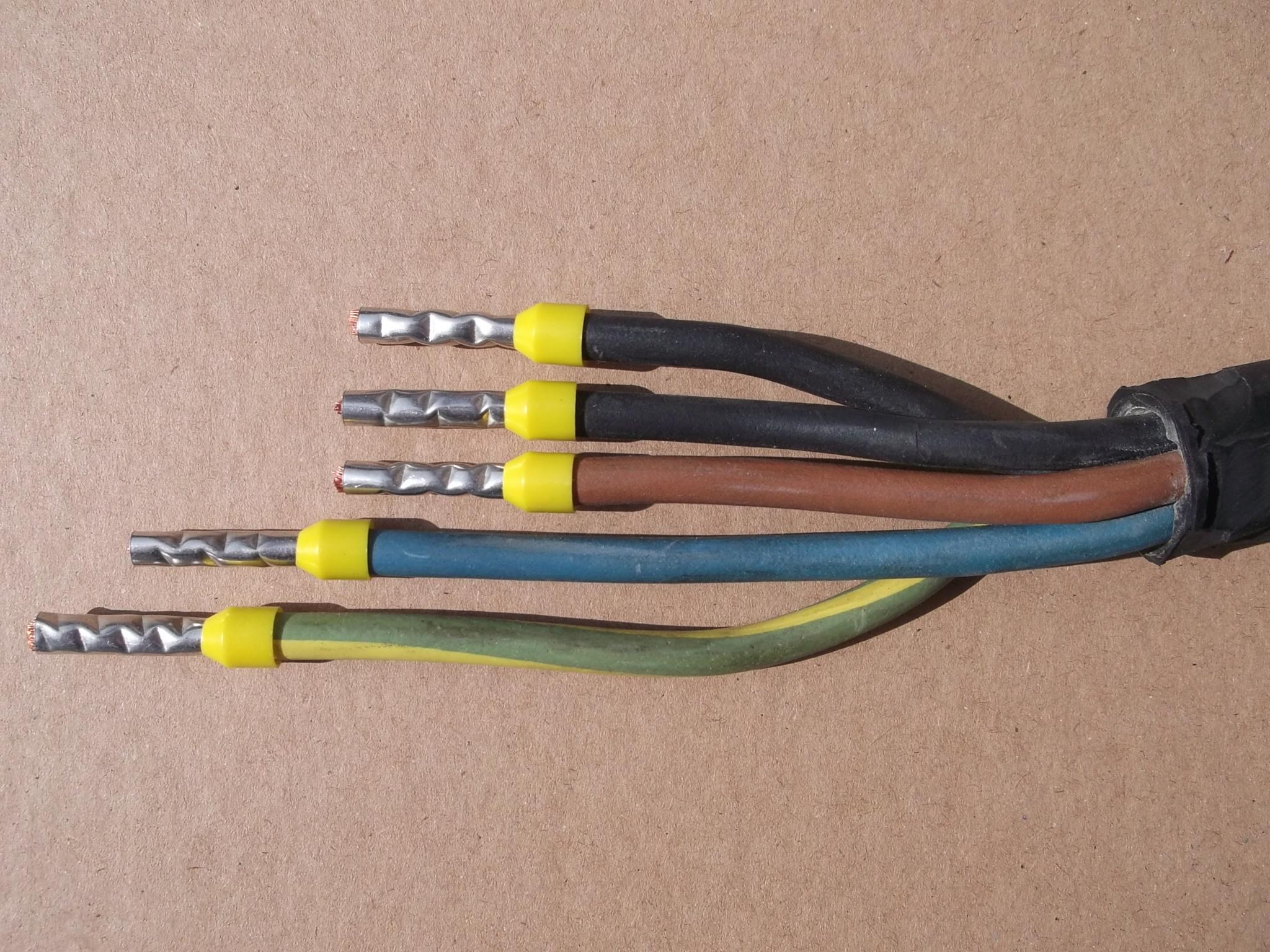
Gummischlauchleitung H07RN-F 5G6 abgesetzt und vorbereitet mit Aderendhülsen für den Anschluss einer CEE Steckverbindung

- H05RR-F für geringe mechanische Belastung, nicht für die Verwendung im Freien
- H05RN-F für geringe mechanische Belastung, ölbeständig,[4] auch für die dauerhafte Verwendung im Freien mit einer Bemessungsspannung von 500 V (Leiter gegen Leiter; 300 V gegen Erde)
- H07RN-F für hohe mechanische Belastung, auch für die dauerhafte Verwendung im Freien mit einer Bemessungsspannung von 750 V (Leiter gegen Leiter; 450 V gegen Erde)

#### Kunststoffschlauchleitung
- H03-VV-F  PVC-Schlauchleitung für geringe mechanische Beanspruchung
- H05-VV-F  PVC-Schlauchleitung für mittlere mechanische Beanspruchung
- H05-V2V2-F  wärmebeständige PVC-Schlauchleitung für mittlere Beanspruchung

### Normen
Auf europäischer Ebene ist das System für die Kurzzeichen von isolierten Leitungen in HD 361 S3:1999 + A1: 2006 festgelegt. In Deutschland ist die HD 361 S3 in der DIN VDE 0292:2007-05 System für Typkurzzeichen von isolierten Leitungen umgesetzt.

## Kennzeichnung gemäß deutschen Normen
Der erste Buchstabe der Kennzeichnung ist ein „N“, was bedeutet, dass es sich um eine Normenleitung handelt. Durch Anfügen weiterer Buchstaben ergibt sich das Bauartkurzzeichen. Die Reihenfolge der Kurzzeichen gibt den Aufbau des Kabels von innen, ausgehend vom Leiter (Ader), nach außen an.

### Beispiel

Leitung NYM-J 3x1,5

Beispiel für eine Leitungsbezeichnung nach nationaler Norm: NYM-J 3x1,5 
- N = Normenleitung
- Y = Isolierung der Adern aus Polyvinylchlorid (PVC)
- M = Mantelleitung
- -J = mit grün-gelbem Schutzleiter
- 3 = Anzahl der Adern
- x = "mal"
- 1,5 = Leiterquerschnitt in mm2

### Typenkurzzeichen
Die einzelnen Kurzzeichen bedeuten:

#### 1. Block für Leitungen
- A: Ader, Aluminiumumhüllung, Aluminiumader (Al)
- B: Bleimantelleitung
- C: konzentrische Leiter (abgeschirmt)
- D: Drillingsleitung
- F: feindrähtig, Fassungsader, Flachleitung
- G: Gummihülle, 2-G-Silikonkautschuk (mit erhöhter Wärmebeständigkeit)
- H: Hülle (Schirmgeflecht für Abschirmungszwecke, verwendbar für Handgeräte, z. B. Bohrmaschinen)
- I: Verlegung im Putz
- (J) Zusatz bei Mehraderleitungen mit grün-gelb-farbenem Schutzleiter
- K: Korrosionsschutz
- L: für leichte mechanische Beanspruchung (z. B. Leuchtröhren)
- M: Mantel, mittlere mechanische Beanspruchung
- N: Genormte Leitung
- (O): Zusatz bei Mehraderleitungen ohne grün-gelb-farbenem Schutzleiter
- ö: ölbeständig
- P: Papierumhüllung
- R: Rohrdraht, gefalzte Rohrumhüllung, gerillte Umhüllung
- S: Schnur, Segeltuchhülle, für schwere mechanische Beanspruchung
- T: Trosse
- U: Umhüllung
- u: unentflammbar bzw. flammwidrig
- V: Verdrahtungsleitung
- v: verdrehbeanspruchungsfest
- W: wetterfest
- Y: Kunststoffisolierung (Thermoplaste wie z. B. PVC)
- Z: Zinkmantel, Zwillingsader, Zugentlastung

#### 1. Block für Kabel
- A: nach N: Al-Leiter, am Ende: Außenhülle aus Jute
- B: Stahlbandbewehrung
- C: konzentrischer Leiter bzw. Schirm aus Kupferdrähten oder -bändern
- CW: konzentrischer Leiter aus Kupfer, wellenförmig aufgebracht
- CE: Einzeladerschirmung
- D: Druckbandage aus Metallbändern
- E: nach N: Einzeladerschirmung, am Ende: Schutzhülle aus Kunststoffband
- F: Flachdrahtbewehrung
- fl: flammwidrig
- Gb: Stahlbandgegenwendel, früher auch Grubenkabel
- H: Hochspannungskabel mit metallisierter Abschirmung der Einzeladern (Höchstädter-Kabel)
- K: Kabel mit Bleimantel
- L: glatter Aluminiummantel
- N: Kabel nach Norm
- O: offene Stahldrahtbewehrung
- Ö: Ölkabel
- Q: Beflechtung aus verzinktem Stahldraht
- R: Runddrahtbewehrung, Rostschutzanstrich
- S: Kupferschirm (>= 6 mm²) zwecks Berührungsschutz oder zur Fortleitung von Fehlerströmen
- SE: anstatt H; analog zu S, jedoch für Mehraderkabel; dann jeweils für jede Ader
- (ST), auch (St): Abschirmung durch eine mit einer Metallschicht bedampften Folie
- u: unmagnetisierbar
- WK: Stahlwellenmantel
- W: Kupferwellenmantel
- w: wärmebeständig
- 2X: Isolierung aus vernetztem Polyethylen (VPE)
- Y: Isolierung oder Mantel aus PVC
- 2Y: Isolierung oder Mantel aus thermoplastischem Polyethylen (PE)
- 4Y: Isolierung aus Polyamid (Nylon)
- 9Y: Isolierung aus Polypropylen (PP)
- 11Y: Isolierung aus Polyurethan (PUR)
- 12Y: Isolierung aus Polyethylenterephthalat (PET)
- 4G: Isolierung aus Ethylen-Vinylacetat (EVA)

#### 2. Block: Leiterquerschnitt
- Zahl = Anzahl der Adern
- x= "mal"; G= "mal", jedoch einer davon als Schutzleiter; X="mal", aber ohne Schutzleiter
- Zahl = Aderquerschnitt in mm2
- Varianten:
  - Die Angabe „4G4“ kodiert 4 Adern zu jeweils 4 mm2, eine Ader grün/gelb.
  - „4X4“ bedeutet 4 Adern zu jeweils 4 mm2 ohne grün/gelbe Ader.
  - 3x2,5 mm2, z. B. NYM-J 3x2,5 bedeutet 3 Adern à 2,5 mm2, wobei hier ein vorhandener Schutzleiter durch nachgestelltes -J bzw. -O dargestellt wird: H-YSLY-OZ 7x1,5: 7 Adern, kein PE
  - NYCWY-J 4x25/16: 4 Adern à 25 mm2 mit PE 16 mm2
  - NAYCWY 3x120/120: Erdkabel mit 3 Außenleitern aus Aluminium zu je 120 mm² im Innern und dem PEN mit 120 mm² als konzentrische Kupferleitung außen.

Genormte Querschnitte sind (Angabe in mm²):
0,50 • 0,75 • 1,0 • 1,5 • 2,5 • 4 • 6 • 10 • 16 • 25 • 35 • 50 • 70 • 95 • 120 • 150 • 185 • 240 • 300 • 400 • 500
Zusätzlich werden in der Nachrichtentechnik Adern von 0,6 mm und 0,8 mm verwendet, wobei diese Angaben angenäherte Werte der Leiterdurchmesser, somit also keine Querschnitte darstellen.

#### 3. Block: Leiteraufbau
- RE: eindrähtiger Rundleiter
- RF: feindrähtiger Rundleiter
- RM: mehrdrähtiger Rundleiter
- SE: eindrähtiger Sektorleiter
- SM: mehrdrähtiger Sektorleiter

#### 4. Block: Schutzleiter
- -J: Leitung hat grün-gelb gekennzeichnete Ader
- -O: Leitung hat keine grün-gelb gekennzeichnete Ader

### Häufig verwendete Leitungstypen

#### Stegleitung

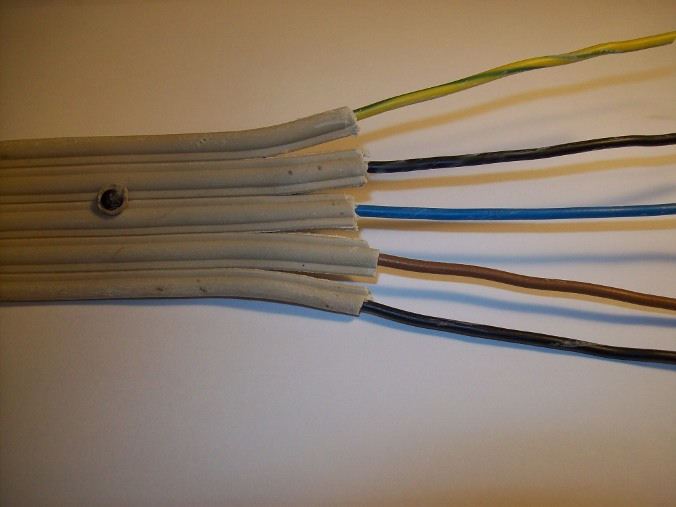
Stegleitung NYIF-J 5x1,5 mm²

- NYIF-J (nur noch in trockenen Räumen zulässig)
- NYIF-O (nur noch in trockenen Räumen zulässig)

#### Installationsleitung für Telekommunikation
- J-Y(St)Y-2x2x0,6 (Fernmeldeinnenkabel, entspricht nicht Leistungskategorie 3 (CAT 3) wegen falscher Impedanz[5])

J: Installationskabel
Y: Leiterisolierung aus PVC
St: Elektrostatischer Schirm (Metallband, auch kunststoffkaschiert)
Y: Mantel/Schutzhülle aus PVC
2x2x0,6: 2 Paare in Sternviererverseilung mit Leiterdurchmesser 0,6 mm

#### Gummischlauchleitungen
- NSSHöu-O für sehr hohe mechanische Beanspruchungen
- NSSHöu-J für sehr hohe mechanische Beanspruchungen

#### Kabel

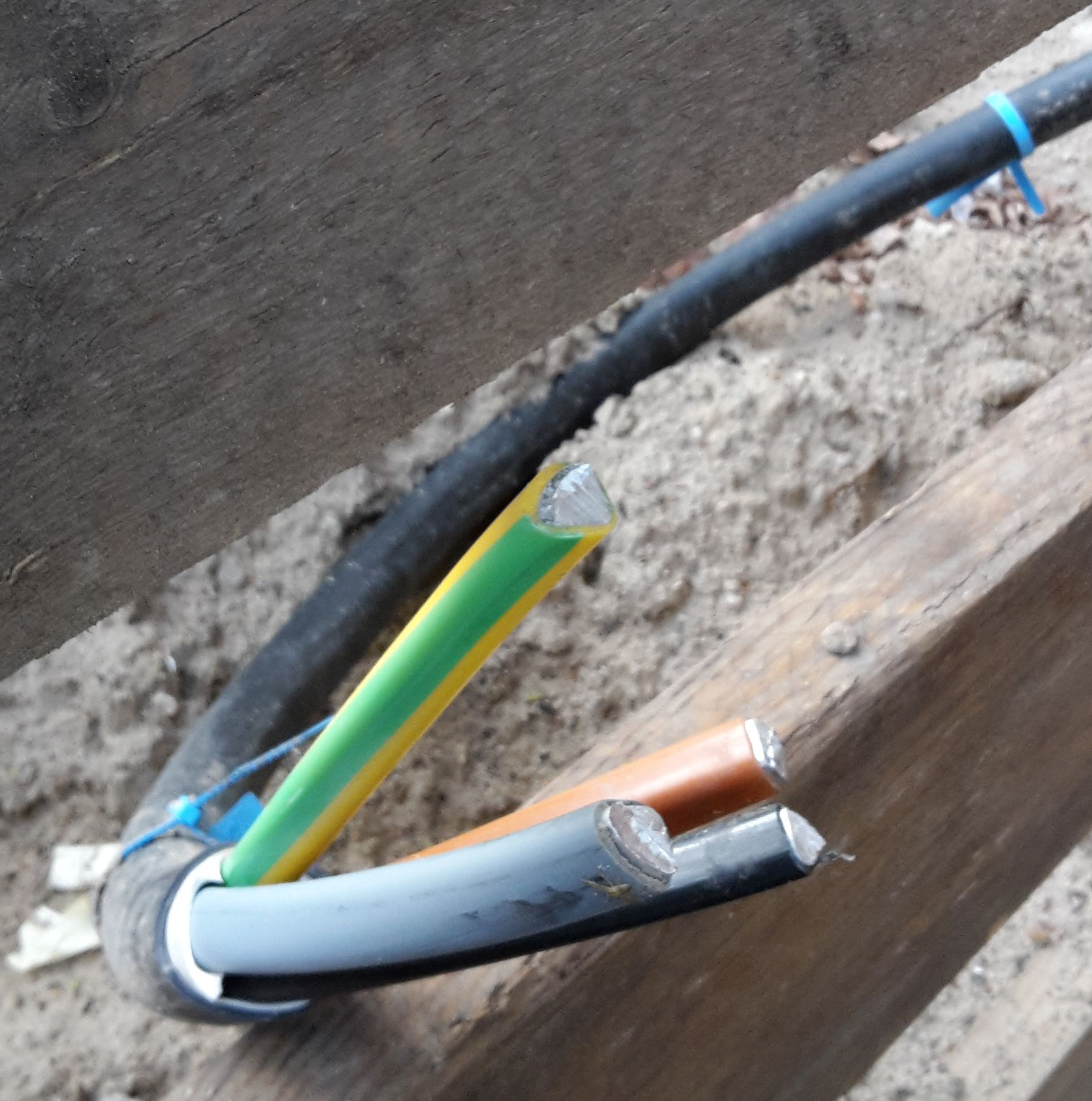
PVC-Erdkabel mit Aluminiumleitern NAYY

- NYY-J: Erdkabel mit Isolierung und Schutzhülle aus PVC
- NYCY: PVC-Erdkabel, Aufbau wie NYY, jedoch mit konzentrischem, gewendelten Kupferleiter und Querleitwendel
- NYCWY: PVC-Erdkabel, Aufbau wie NYY, jedoch mit konzentrischem, wellenförmigen (auch ceanderförmig, d. h. mit wechselnder Schlagrichtung aufgebrachten Einzeldrähten) Kupferleiter und Querleitwendel
- NAYY: PVC-Erdkabel mit Aluminiumleitern zur Gebäudeinstallation und Festverlegung

#### Mantelleitung
- NYM-J Norm-Mantelleitung kunststoffisoliert mit Schutzleiter
- NYM-O Norm-Mantelleitung kunststoffisoliert ohne Schutzleiter
- NYM(ST)-J Norm-Mantelleitung kunststoffisoliert mit Folien-Abschirmung und Schutzleiter
- NHXMH (halogenfreie Installationsleitung mit verbessertem Verhalten im Brandfall, jedoch wegen Empfindlichkeit gegenüber UV-Strahlung problematisch bei Einsatz als Anschlussleitung für Leuchtstoffröhren[6])

#### Kurzschlussfeste Aderleitung
- NSGAFöu Flexible Einzeladergummileitung mit 1,8/3 kV Nennspannung

Geeignet für den Einsatz als Verbindung zwischen Verteilerstromkreisen und nachgeschalteten Überstromschutzeinrichtung. Gemäß DIN VDE 0100-520:2013-06 Abschnitt 521.11 wird dafür eine erdschluss- und kurzschlusssichere Verlegung verlangt, die mit NSGAFÖU Leitungen mit flammwidriger Isolierung nach VDE 0250-602 bis zu einer Länge von 3 m erfüllt werden kann.

### Normen
In Deutschland sind die Kurzzeichen für harmonisierte Leitungen genormt in
- DIN VDE 0292 System für Typkurzzeichen von isolierten Leitungen
- DIN VDE 0293-308 Kennzeichnung der Adern von Kabeln/Leitungen und flexiblen Leitungen durch Farben
- Kurzzeichen für nationale Normenkabel sind in DIN 57250-1 VDE 0250-1:1981-10 Isolierte Starkstromleitungen genannt.
- Normenreihe DIN VDE 0281 für PVC-isolierte Leitungen
- Normenreihe DIN VDE 0282 für Gummi-isolierte Leitungen

## Kennzeichnung gemäß österreichischen Normen
In Österreich werden traditionelle Zeichen und harmonisierte Zeichen verwendet.

### Typenkurzzeichen
- E Energieleitung
- F Fernmeldeleitung
- Y PVC-Isolierung
- G Gummiisolierung
- S Silikonisolierung
- A Aluminiumleiter
- e eindrähtig
- m mehrdrähtig
- f feindrähtig
- ff feinstdrähtig
- u flammwidrig
- v Leiter verzinnt
- ö ölfest
- fl flache Ausführung
- . W wetterfest
- .Zw Zwillingsleitung
- .M Mantelleitung
- ..L leichte Ausführung
- ..S schwere Ausführung
- ..T mit Tragseil
- ..C konzentrischer Leiter oder Schirm
- ..BM Brandmeldekabel
- - O ohne Schutzleiter
- - J mit Schutzleiter
- - JN mit Schutzleiter, ohne blauen Neutralleiter

### Beispiele
- GSuf ist eine wärmebeständige Silikon-Gummiaderleitung (H05SJ-K)
- NYM-O 3x1,5 ist eine PVC-Mantelleitung ohne Schutzleiter (A05VV-U3x1,5)
- E-A2YY-J 4x16 sm; E = Energiekabel, A = Aluminiumleiter, 2Y = Polyethylen, Y = PVC-Mantel, J = mit Gelb-Grünem Leiter, sm = mehrdrähtiger Sektorleiter

### Normen
Die nationalen österreichischen Kurzzeichen sind aus ÖVE K20, K23, K24, K25 und K26 zu entnehmen.

## Kombinierte Leitungen
In der Automatisierungstechnik sind auch kombinierte Leitungen bekannt. Sie werden beispielsweise für die Ansteuerung von Servomotoren bzw. das Auslesen von deren Gebersystemen benutzt.

### Beispiel
(4x(2x1,5)C+2x0,75)C
Diese Leitung enthält vier mit einem Schirmgeflecht geschirmte Aderpaare mit einem Querschnitt von 1,5 mm², ein ungeschirmtes Aderpaar mit einem Querschnitt von 0,75 mm² sowie ein Schirmgeflecht als Gesamtschirm.